# 山白鱼
山白鱼（学名：Anabarilius transmontana）为輻鰭魚綱鯉形目鲤科白鱼属的鱼类，是中国的特有物种。分布于大屯湖、文山市的盘龙河等，主要栖息于江河及附属水体。该物种的模式产地在云南。 體長可達10公分，棲息在底中層水域，生活習性不明。

## 扩展阅读
維基物種上的相關：山白鱼